# 中山大学物理与天文学院
中山大学物理与天文学院（英語：School of Physics and Astronomy, Sun Yat-sen University），是中山大学下属院系之一，位于中山大学珠海校区，成立于2015年9月16日。主要研究方向有大尺度结构、星系形成、引力理论等。

## 历史
中山大学天文学科的办学历史可以追溯到建校初期。1927年初，张云主持将国立中山大学数学系改为国立中山大学数学天文系，成为中国首个天文学系；同时，在越秀路建筑天文台，1929年6月落成，为中国最早的高校天文台。1935年秋，国立中山大学数学天文系迁至石牌新校舍，于新校园高岗之上再建天文台，1938年建成。1947年3月，数学天文系拆分，独立的国立中山大学天文学系成立。
1952年中华人民共和国全国院系调整中，中山大学天文学系与齐鲁大学天文算学系一齐迁入南京大学，合并组建为南京大学天文系。
2013年12月28日，中山大学天文与空间科学研究院在珠海校区举行揭牌仪式，中国科学院院士陈建生、周又元、顾逸东等出席，李淼任院长。研究院的院部与天文部分设在广州校区南校园原数计学院教学楼，空间科学部分设在珠海校区空间技术中心。2014年开始招收硕士与博士研究生。
2015年9月16日，中山大学物理与天文学院在天文与空间科学研究院的基础上成立，正式复办了中山大学的天文学科。2015年12月10日，物理与天文学院成立天琴研究中心。